# Arthur Smith Woodward
Pour les articles homonymes, voir Arthur Smith, Smith et Woodward.
Arthur Smith Woodward est un paléontologue britannique, né le 23 mai 1864 et mort le 2 septembre 1944 .
Il est impliqué dans la supercherie de l'homme de Piltdown en 1912. Il reçoit la médaille Lyell en 1896 et la médaille linnéenne en 1940. Il préside la Linnean Society of London de 1919 à 1923.